# Дзьобня
Дзьо́бня, дзьобенка, коломийка — вовняна торба, яку носили українські жінки та дівчата. Слово «дзьобня» походить, певно, від прасл. *zobъ — «їжа», «корм»; пор. д.-рус. зобьня, зобница («хлібна міра», «торба»), рос. зобня («хлібна міра»), болг. зобник, серб. зобница.

## Опис
Надівали дзьобню через ліве плече. У такій торбі жінки носили хустку, хліб та ін. Дзьобні робилися ремісним способом, дівчати прикрашали свої торби срібними чи золотими вузькими галонами, нашивали також блискучі мосяжні ґудзики, тому таку торбу видно було уже здалеку. Також торба могла бути прикрашена золотими нитками. Торба до святкового строю була червоного кольору.
Чоловіки носили шкіряні сумки — табівки.